# Modena City Ramblers
Die Modena City Ramblers sind eine 1991 gegründete italienische Folk-Rock-Band mit überwiegend politischen Texten. Sie selbst bezeichnen ihren Stil als „combat folk“. Über die ursprüngliche Idee, Irish Folk mit italienischen Texten bzw. in modenesischem Dialekt zu machen, entwickelte sich die Band bald weit hinaus und griff Elemente beispielsweise aus dem Balkan und aus arabischer Musik auf. Die umfassende Beschäftigung mit den Befreiungsbewegungen Lateinamerikas, zu der auch eine Mexiko-Reise der Band gehörte, schlug sich in vielen Stücken, oftmals in spanischer Sprache, nieder. Zum Repertoire gehörten aber immer auch modernisierte Versionen traditioneller Arbeiter- und Partisanenlieder wie Bella Ciao.

## Bandgeschichte

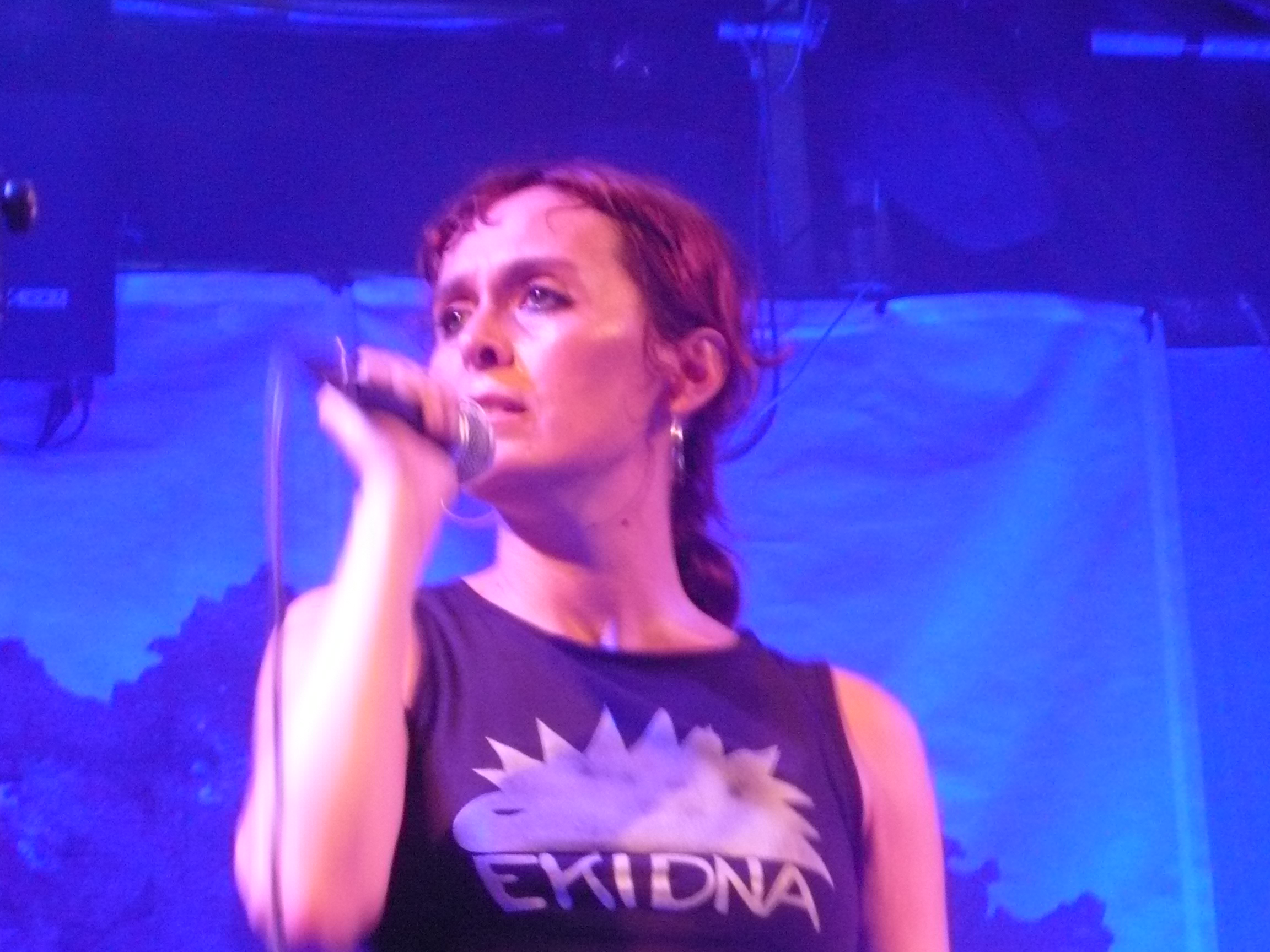
Sängerin Betty Vezzani 2007 in Rom

Davide Morandi, Francesco Moneti und Betty Vezzani 2009 in Torrita di Siena

Die Modena City Ramblers haben sich 1991 aus einer Gruppe von Freunden gegründet, die irischen Folk ohne großen Anspruch machen wollten. Am 17. März 1991 am Saint Patrick’s Day, bei einem Auftritt in Modena, beschlossen die Gründungsmitglieder, der Band als Hommage an die Dublin City Ramblers den Namen „Modena City Ramblers“ zu geben. 1992 kam der Bassist Massimo Ghiacci zur Gruppe hinzu. Während eines Konzerts in einem Club namens Kalinka in Carpi betrat Stefano „Cisco“ Bellotti zum ersten Mal die Bühne, um The Wild Rover zu singen. Zu dieser Zeit waren die Modena City Ramblers weniger eine Band im eigentlichen Sinne, sondern eher eine offene Gruppe, bei der die Mitglieder immer wieder kamen und gingen. Diese Form hat sich auch über die gesamte Geschichte der Gruppe gehalten. 2004 stieg Sänger „Cisco“ aus der Band aus. Am 6. Oktober 2007 verstarb Luca „Gabibbo“ Giacometti, der Mann an der Mandoline, mit 43 Jahren bei einem Autounfall.

## Diskografie

### Alben
| Jahr | Titel                                           | Höchstplatzierung, Gesamtwochen, AuszeichnungChartsChartplatzierungen (Jahr, Titel, Platzierungen, Wochen, Auszeichnungen, Anmerkungen) | Anmerkungen                                                             |
| Jahr | Titel                                           | IT | Anmerkungen                                                             |
| ---- | ----------------------------------------------- | --- | ----------------------------------------------------------------------- |
| 1994 | Riportando tutto a casa                         | IT— Gold (2025)IT | Erstveröffentlichung: März 1994 2005 Platz 95 der FIMI-Charts (1 Woche) |
| 1996 | La grande famiglia                              | IT21 (6 Wo.)IT |                                                                         |
| 1997 | Terra e libertà                                 | IT13 (5 Wo.)IT |                                                                         |
| 1999 | Fuori campo                                     | IT17 (3 Wo.)IT |                                                                         |
| 2002 | Radio rebelde                                   | IT9 (10 Wo.)IT | Erstveröffentlichung: Februar 2002                                      |
| 2004 | ¡Viva la vida, muera la muerte!                 | IT7 (14 Wo.)IT | Erstveröffentlichung: 9. Januar 2004                                    |
| 2005 | Appunti partigiani                              | IT4 (17 Wo.)IT | Erstveröffentlichung: 1. April 2005                                     |
| 2006 | Dopo il lungo inverno                           | IT11 (10 Wo.)IT | Erstveröffentlichung: 3. November 2006                                  |
| 2008 | Bella ciao – Italian Combat Folk for the Masses | IT31 (6 Wo.)IT | Erstveröffentlichung: 25. Januar 2008                                   |
| 2009 | Onda libera                                     | IT22 (7 Wo.)IT | Erstveröffentlichung: 10. April 2009                                    |
| 2011 | Sul tetto del mondo                             | IT26 (8 Wo.)IT | Erstveröffentlichung: 15. März 2011                                     |
| 2013 | Niente di nuovo sul fronte occidentale          | IT29 (7 Wo.)IT | Erstveröffentlichung: 5. Februar 2013                                   |
| 2014 | Venti - 1994-2014                               | IT26 (3 Wo.)IT | Erstveröffentlichung: 27. Mai 2014                                      |
| 2015 | Tracce clandestine                              | IT20 (4 Wo.)IT | Erstveröffentlichung: 24. März 2015                                     |
| 2017 | Mani come rami, ai piedi radici                 | IT72 (3 Wo.)IT | Erstveröffentlichung: 10. März 2017                                     |

Weitere Alben
- 1998: Raccolti (live)
- 2012: Battaglione alleato
- 2023: Altomare

### EPs
- 1998: Cent’anni di solitudine (MCR)
- 1999: L’Italia ai tempi dei Modena City Ramblers
- 2003: Gocce (iniziativa Acqua per la Pace)

### Singles
| Jahr | Titel Album         | Höchstplatzierung, Gesamtwochen, AuszeichnungChartsChartplatzierungen (Jahr, Titel, Album, Platzierungen, Wochen, Auszeichnungen, Anmerkungen) | Anmerkungen          |
| Jahr | Titel Album         | IT | Anmerkungen          |
| ---- | ------------------- | --- | -------------------- |
| 2003 | Modena City Remix – | IT50 (1 Wo.)IT | enthält sechs Remixe |

Weitere Singles
- 2004: El presidente

### Videoalben
- 2004: Clan Banlieue – 12 anni di canzoni, concerti, interviste, viaggi, video inediti

## Inhaltliche Bezüge
- Einige Songtexte des Albums Terra e libertà (1997), wie z. B. Macondo Express, Il ballo di Aureliano, Remedios la bella und Cent'anni di solitudine, basieren auf dem 1982 erschienenen Buch Hundert Jahre Einsamkeit des Literaturnobelpreisträgers Gabriel García Márquez. Der fünfzehnte und letzte Titel basiert ebenfalls auf einem Márquez-Buch: L'amore ai tempi del caos ist eine Abwandlung von Die Liebe in den Zeiten der Cholera.

- Einige Songtexte der Alben Terra e libertà (1997), Fuori campo (1999) und Radio Rebelde (2002, Lied Una perfecta excusa) wurden von dem chilenischen Schriftsteller Luis Sepúlveda inspiriert.

- Viele Texte der MCR beziehen sich auf geschichtliche Ereignisse oder auf literarische Vorlagen, wie z. B.:
  - I funerali di Berlinguer (Album Riportando tutto a casa von 1994), auf den KPI-Vorsitzenden Enrico Berlinguer,
  - Al Dievel / La marcia del Diavolo (Album La grande famiglia von 1996), Bezug auf Germano Nicolini,
  - L'unica superstite (Album La grande famiglia von 1996), auf Verbrechen der Wehrmacht in der Emilia (Region),
  - Don Chisciotte (Album Terra e libertà von 1997), auf Don Quijote,
  - La legge giusta (Album Radio Rebelde von 2002), auf die Ereignisse des G8-Gipfel in Genua 2001,
  - El Presidente (Album ¡Viva la vida, muera la muerte! von 2004), auf Silvio Berlusconi,
  - I cento passi (Album ¡Viva la vida, muera la muerte! von 2004), auf den Film 100 Schritte, der die Ermordung von Giuseppe Impastato thematisiert,
  - Il sentiero (Album Appunti partigiani von 2005), auf den Roman Il sentiero dei nidi di ragno von Italo Calvino

- Das Album Riportando tutto a casa von 1994 wurde nach dem gleichnamigen Bob-Dylan-Album Bringing It All Back Home benannt.

- Das Album Radio Rebelde von 2002 wurde nach dem kubanischen Radiosender Radio Rebelde benannt.

- Das Album ¡Viva la vida, muera la muerte! von 2004 wurde nach einem Zitat der EZLN benannt.

- Das Album Appunti partigiani von 2005 wurde mit vielen musikalischen Gästen erstellt, unter anderem mit Billy Bragg (All you fascists, Coverversion von Woody Guthrie), Goran Bregović (Bella Ciao), Casa Del Vento (Notte di San Severo) und Piero Pelù (La guerra di Piero, Coverversion von Fabrizio De André).